# Protestantisme au Maroc
Le protestantisme constitue une petite minorité au Maroc. La communauté protestante la plus importante est celle de l'Église évangélique au Maroc qui tisse des liens avec l'Église réformée de France.

## Liste des églises protestantes
- Église anglicane Saint-André de Tanger (en) (1905), dépendant du diocèse de Gibraltar de l'Église d'Angleterre
- Assemblées de Dieu
- Convention baptiste
- Église Emmanuelle
- Église évangélique au Maroc à Rabat, Tanger, Casablanca, Agadir, Mohamedia, Kenitra, Meknès, Marrakech, Fès, Tétouan et Oujda.
- Frères larges, des Assemblées de Frères
- Mission du monde arabe
- Église adventiste du septième jour
- Union évangélique missionnaire

## Personnalités
Patricia Saint-John (1919-1993), britannique, a passé une grande partie de sa vie au Maroc, en tant qu'infirmière "missionnaire", le temps d'écrire de nombreux récits et une autobiographie.
Frère Rachid (1971-), musulman converti, est un télévangéliste marocain sur une chaîne télévisée au Moyen-Orient, qui revendique un assouplissement du droit de religion au Maroc.